# 公家明日香
公家 明日香（くげ あすか、1994年9月22日 - ）は、日本の女子ラグビーユニオン選手。

## プロフィール
- 神奈川県横浜市出身[1]。
- ポジションはプロップ(PR)、フッカー(HO)。
- 身長 163cm、体重 75kg
- 愛称はあすぽん[2]。
- 女子日本代表キャップは1。（2022年5月現在）

## 略歴
新栄高校・立正大学を経て、ARUKAS QUEEN KUMAGAYAに加入。
2020年、ARUKAS QUEEN KUMAGAYAの主将に就任。
2022年5月10日に行われた女子オーストラリア遠征女子オーストラリア代表戦にて先発出場で女子日本代表初キャップを獲得した。